# Semi-Oper
Als Semi-Oper (engl. semi-opera, von lat. semi – halb und Oper, vgl. opus – Arbeit, Werk) bezeichnet man die spezielle Form der englischen Barockoper, in der gesprochenes Drama mit gesungenen, getanzten und instrumentalen musikalischen Szenen verknüpft wird. Parallelen gibt es zum französischen Vaudeville.
Die Semi-Oper ging aus der Bühnenmusik und der Masque hervor. Sie erlebte ihre Blütezeit nach der Stuart-Restauration in England (1660). Ihr erster großer Förderer war Thomas Betterton, der langjährige Leiter des Londoner Theaterwesens. Er schrieb unter anderem das Libretto zu Henry Purcells erster Semi-Opera Dioclesian, die ursprünglich ein reines Schauspiel war. Ein erstes Beispiel für die Semi-Opera ist die erste Version von The Enchanted Island nach Shakespeares The Tempest, dessen Libretto von Thomas Shadwell stammt. Die Musik dieses Werkes stammt von mehreren Komponisten: Matthew Locke schrieb die Instrumentalmusik, die jedem Akt vorausging; Giovanni Baptista Draghi schrieb die Tänze; Pelham Humfrey, Pietro Reggio und James Hart schrieben die Vokalmusik. Viele Semi-Operas wurden mehrmals vertont, wie z. B. The Enchanted Island und The Indian Queen. Henry Purcell schrieb die Musik zu fünf Semi-Operas:
- The Prophetess, or The History of Dioclesian
- King Arthur
- The Fairy-Queen
- Timon of Athens
- The Indian Queen

Purcell wurde lange Zeit auch eine Version von The Enchanted Island zugeschrieben, doch mittlerweile ist erwiesen, dass er lediglich einen Satz („Dear pretty Youth“) beisteuerte. Man geht davon aus, dass ein Schüler Purcells die restliche Musik schrieb.
Mit Purcells frühem Tod ging die glanzvolle Epoche des englischen Musiktheaters ihrem Ende entgegen, und obwohl viele namhafte englische Komponisten wie z. B. Purcells Bruder Daniel und Jeremiah Clarke mit Werken wie The Island Princess den Untergang aufzuhalten versuchten, gelang es ihnen nicht. Die übermächtige italienische Oper und ihr Patron in England, Georg Friedrich Händel, verdrängte das einst so glorreiche englische Musiktheater für lange Zeit.